# 観修寺 (関市)
勧修寺（かんしゅうじ）は岐阜県関市小屋名にある阿弥陀如来を本尊とする曹洞宗の寺院。山号は亀甲山。中濃八十八ヶ所霊場第18番札所である。
小屋名に江戸時代の初め頃には阿弥陀如来、薬師如来並びに庚申を祀る阿弥陀堂があった。享保17年（1732年）に小屋名村の亀山半兵衛の娘が華岳理春尼として現在地に阿弥陀堂の三尊を移して小屋名円通寺3世芳重龍海を開山に迎えて勧修寺を建立した。